# العلاقات العمانية السورية
العلاقات العمانية السورية هي العلاقات الثنائية التي تجمع بين سلطنة عمان وسوريا.

## مقارنة بين البلدين
هذه مقارنة عامة ومرجعية للدولتين:
| وجه المقارنة                                              | سلطنة عمان    | سوريا                    |
| --------------------------------------------------------- | ------------- | ------------------------ |
| المساحة (كم2)                                             | 309.50 ألف    | 185.18 ألف               |
| عدد السكان (نسمة)                                         | 4.64 مليون    | 18.27 مليون              |
| الكثافة السكانية (ن./كم²)                                 | 14.99         | 98.66                    |
| العاصمة                                                   | مسقط          | دمشق                     |
| اللغة الرسمية                                             | اللغة العربية | اللغة العربية            |
| العملة                                                    | ريال عماني    | ليرة سورية               |
| الناتج المحلي الإجمالي (بليون دولار)                      | 72.64 مليار   | 60.20 مليار              |
| الناتج المحلي الإجمالي (تعادل القوة الشرائية) بليون دولار | 179.49 مليار  |                          |
| الناتج المحلي الإجمالي الاسمي للفرد دولار أمريكي          | 15.55 ألف     |                          |
| الناتج المحلي الإجمالي للفرد دولار أمريكي                 | 38.63 ألف     |                          |
| مؤشر التنمية البشرية                                      | 0.793         | 0.594                    |
| رمز المكالمات الدولي                                      | +968          | +963                     |
| رمز الإنترنت                                              | عمان          | .sy                      |
| المنطقة الزمنية                                           | ت ع م+04:00   | ت ع م+02:00، ت ع م+03:00 |

## منظمات دولية مشتركة
يشترك البلدان في عضوية مجموعة من المنظمات الدولية، منها:
| علم المنظمة | اسم المنظمة                                 | تاريخ انضمام سلطنة عمان | تاريخ انضمام سوريا |
| ----------- | ------------------------------------------- | ----------------------- | ------------------ |
|             | وكالة ضمان الاستثمار متعدد الأطراف          | 1989                    | 14 مايو 2002       |
|             | الأمم المتحدة                               | 7 أكتوبر 1971           | 24 أكتوبر 1945     |
|             | جامعة الدول العربية                         | 1971                    | 22 مارس 1945       |
|             | صندوق النقد العربي                          | ?                       | ?                  |
|             | منظمة التعاون الإسلامي                      | 1970                    | 1972               |
|             | منظمة حظر الأسلحة الكيميائية                | ?                       | ?                  |
|             | منظمة الشرطة الجنائية الدولية               | ?                       | ?                  |
|             | الصندوق العربي للإنماء الاقتصادي والاجتماعي | ?                       | ?                  |
|             | مؤسسة التنمية الدولية                       | 1973                    | 28 يونيو 1962      |
|             | يونسكو                                      | 10 فبراير 1972          | 16 نوفمبر 1946     |
|             | الاتحاد البريدي العالمي                     | ?                       | ?                  |
|             | البنك الدولي للإنشاء والتعمير               | 1971                    | 10 أبريل 1947      |
|             | المنظمة الهيدروغرافية الدولية               | ?                       | ?                  |
|             | المصرف العربي للتنمية الاقتصادية في أفريقيا | ?                       | ?                  |
|             | الاتحاد الدولي للاتصالات                    | 28 أبريل 1972           | 12 يناير 1924      |
|             | مؤسسة التمويل الدولية                       | 1973                    | 28 يونيو 1962      |
|             | المركز الدولي لتسوية المنازعات الاستشارية   | 1995                    | 24 فبراير 2006     |

## وصلات خارجية
- موقع وزارة الخارجية العمانية